# Rhamnus tangutica
Rhamnus tangutica är en brakvedsväxtart som beskrevs av J. Vass.. Rhamnus tangutica ingår i släktet getaplar, och familjen brakvedsväxter. Inga underarter finns listade i Catalogue of Life.